# Gran Temple d'Aton
El Gran Temple d'Aton (o Per-Aton, o Aten, Casa d'Aton) era un temple situat a la ciutat d'Amarna (antiga Akhetaton), Egipte. Va servir com a lloc de culte principal per a la deïtat Aten o Aton durant el regnat del faraó de la XVIII Dinastia Akhenaton (c. 1353-1336 a. C.), que va marcar el començament d'un període únic de la història de l'antic Egipte en establir la nova religió amb el culte dedicat al disc solar Aten. El rei erradicà l'adoració tradicional d'altres deïtats com Amon-Ra, i va implantar una nova era, prou breu, d'aparent monoteisme en què Aten era adorat com un déu del sol mentre que el mateix Akhenaton i la seua esposa, Nefertiti, representaven la parella reial divina que connectava el poble amb el déu. Encara que va començar la construcció a Karnak durant el seu govern, la unió que tenia la ciutat amb els anteriors déus feu que Akhenaton establís una nova capital a la ciutat d'Akhetaton (Amarna) dedicada a Aton. Akhenaton va construir la ciutat al llarg de la riba est del riu Nil, amb tallers, palaus, suburbis i temples. El Gran Temple d'Aton era al nord de la ciutat central, considerat com el més gran dedicat a Aton i el lloc on Akhenaton va establir el culte i l'adoració del disc solar.

## Construcció

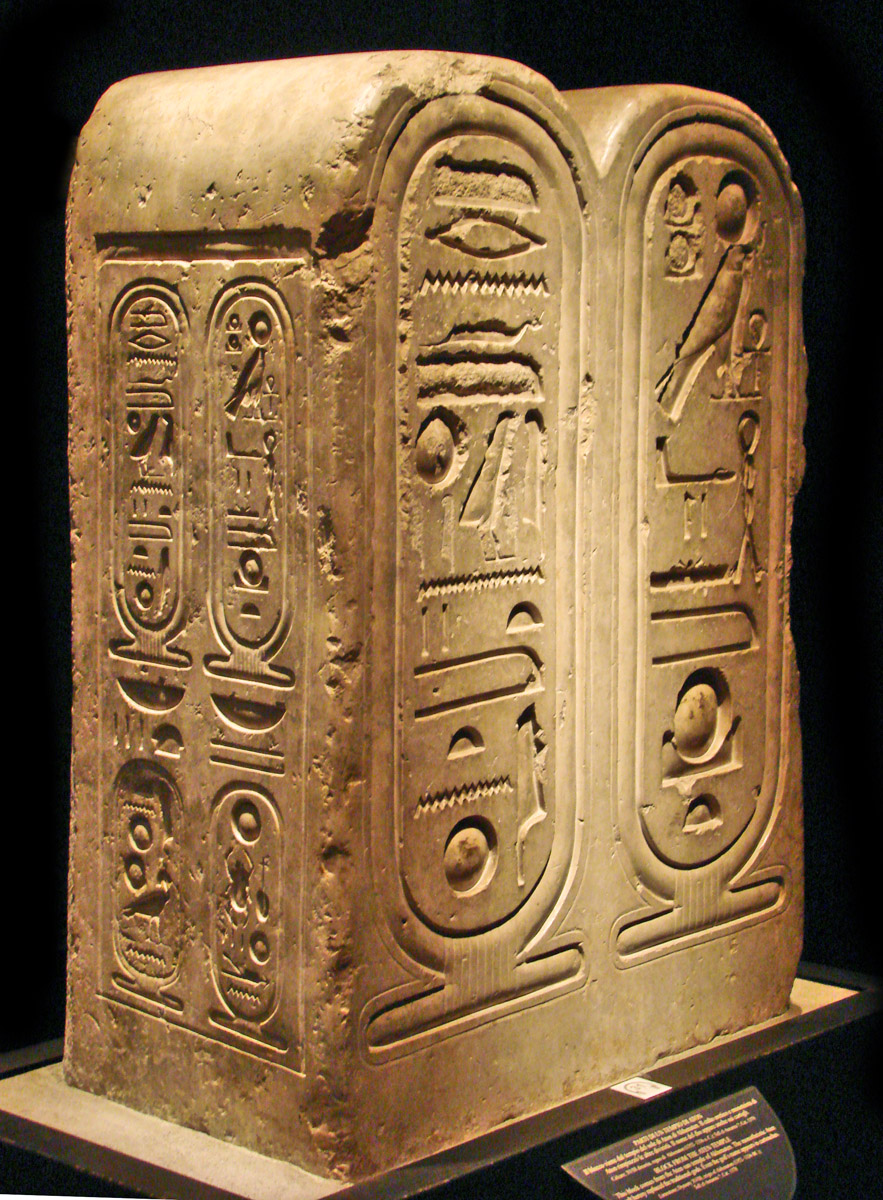
Estela supervivent del Gran Temple d'Aton a Akhetaton

La ciutat d'Akhetaton es construí amb urgència i principalment amb rajola de tova. La tova es feia assecant-la al sol i amb mesures de 33-37 cm x 15-16 cm x 9-10 cm, tot i que les rajoles de les parets del recinte del temple eren una mica més grans: 38 cm x 16 cm x 16 cm. No hi havia pluja que deterioràs les rajoles; tanmateix es van desgastar pels escombratges d'arena generats pel vent, per això les parets es van enguixar amb una capa de fang. Es va desenvolupar una tècnica per a disposar les fileres de rajoles de manera que cada dues fileres estiguessin quasi buides, i així es permetia que l'aire circulàs. Però les construccions particularment altes van haver de fer-se de manera diferent. Per a les torres de pilons i els grans murs circumdants com els del Gran Temple d'Aton, s'emprà fusta com a suport estructural i els edificis públics dins del temple tenien columnes de pedra i es van construir amb altres pedres. Les columnes de pedra representen les tradicionals fulles de palma o papirs.
La construcció del temple es feu en diferents fases. Abans que es construís, ja hi havia algun tipus de cerimònia de dedicació.(4) Un cerimonial de pas amb receptacles per a libacions era al començament d'una avinguda pavimentada, que s'estenia cap a l'est i estava vorejada d'esfinxs, però després van ser reemplaçades per arbres (s'han excavat clots d'arbres, alguns encara contenen arrels). L'avinguda conduïa a un petit santuari de tova que després es va construir com a temple.
La primera construcció realitzada per Akhenaton fou la construcció del mur de tèmenos, que tanca una àrea enorme de 229 m x 730 m. Mentre es completava el mur, es construí el santuari de pedra a l'est del recinte. Aquest santuari degué funcionar durant algun temps fins que uns anys més tard Akhenaton hi afegí el Gem-pa-Aton (o Gema-Aton) a l'oest del recinte. Amb aquesta addició, la porta cerimonial originària s'enderrocà i es va construir una calçada a sobre.
El Gem-pa-Aton es feu en pedra, però sembla que a mesura que passava el temps, Akhenaton es quedà sense materials i la darrera part del Gem-pa-Aton és de rajola de fang. Es desconeix exactament com es van decorar les parets del temple perquè tota l'àrea fou destruïda més tard; els fragments, però, que s'han trobat mostren que hi havia moltes estàtues d'Akhenaton i la seua família col·locades al voltant del temple.

## Disseny
El Gran Temple d'Aton era al nord de la part de la ciutat central d'Akhetaton i estava separat del palau per magatzems. El temple estava orientat sobre un eix est-oest i l'entrada occidental era al llarg del Camí Reial, que travessava la ciutat i era paral·lel al Nil.
Poc després de la mort d'Akhenaton, l'atenisme fou rebutjat com a religió i la ciutat fou destruïda. El temple es desmantellà, cobert amb arena nova i pavimentat, però, irònicament, això l'ha preservat millor del que normalment hagués estat per a alegria dels arqueòlegs.(4) El 1890, Flinders Petrie, amb el vistiplau del Servei d'Antiguitats Egípcies, excavà l'àrea. Basant-se en els fonaments que en trobà, i en moltes escenes del Gran Temple trobades en la decoració d'una tomba privada d'Amarna, ha estat possible una reconstrucció total del temple.
Un dels aspectes més distintius del temple era que no hi havia cap imatge de culte del déu. El temple era a l'aire lliure, sense sostre, per la qual cosa la gent adorava el sol real directament sobre els seus caps mentre anava d'est a oest. De fet, açò era comú entre tots els temples d'Aton; tots estaven disposats per a dirigir l'adoració cap al cel (com a Ḥwt Aten, o Mansió d'Aton, el Petit temple d'Atón situat a 500 m al sud del Gran Temple d'Akhetaton).(1)
Al Gran Temple hi havia dues estructures principals, la Gem-pa-Aton i el santuari, separades per uns 300 m. En entrar al mur del recinte, se'n trobava la primera, la Gem-pa-Aton, un edifici molt llarg precedit per un pati anomenat Per-Hai (Casa de la Gaubança). A l'esquerra de l'entrada principal del temple hi havia un pavelló amb columnes i a esquerra i a dreta hi havia petites capelles. Aquestes capelles, construïdes per a la reina Kiya, les ocuparen després les princeses majors.
El primer gran piló era l'entrada al Per-Hai i tenia portes batents i cinc parells de mastelers amb banderoles carmesines flanquejant l'entrada. L'interior del Per-Hai tenia dues fileres de quatre columnes en cada costat. Dins d'aquestes columnates hi havia altars de pedra calcària tallats amb imatges del rei i la reina fent ofrenes.(4) El següent gran piló era el Gem-pa-Aton, 'el [Lloc de] d'aquell que va trobar Aton', i era una sèrie de sis patis separats per pilons, que duien a un santuari principal i un altar.(1) Aquest temple es diferenciava dels temples d'altres déus perquè a mesura que s'avançava pels patis, eren més oberts a l'aire i a la llum, a diferència dels temples com el d'Amon-Ra, on els corredors s'enfosquien en el misteri. El primer pati tenia un altar major amb capelletes i cambres a banda i banda. Cada cort successiva tenia altars on es podien deixar les ofrenes. El quart pati tenia columnes i moltes cambres moblades on la gent podia reposar a l'ombra. El pati final tenia un altar major principal destinat a la parella reial, envoltat per 365 altars de tova en cada costat, un per a cada dia de l'any, dividits per a representar l'Alt i el Baix Egipte. Les ofrenes es dedicaven a Aton, però més tard s'utilitzaren per a alimentar els sacerdots, el personal del temple i fins i tot part de la població local. Més enllà d'aquest altar major, Gem-pa-Aton acabava bruscament en una paret en blanc, que no mostra pas signes d'haver tingut cap porta. Fora del Gemma-Aton hi havia prou espai per a un deambulatori gran i hi havia 40 fileres de 20 taules d'ofrenes en cada costat.
Entre Gem-pa-Aton i el santuari, l'edifici principal a l'est del recinte, hi havia un pòrtic amb pilars més petits, amb estàtues del faraó Akhenaton i la seua família dempeus davant de cada columna. Dins del pòrtic hi havia una gran estela de quarsita al costat d'una colossal estàtua sedent d'Akhenaton. Aquesta estela, tallada amb imatges d'Akhenaton i Nefertiti, era una variació d'una pedra Benben, un símbol solar sagrat d'Heliòpolis. Tradicionalment, la pedra Benben era una representació de l'illa creada pel déu sol Aton al començament del món.(1) Això marcava una de les àrees més sagrades del temple i era plena de flors i ofrenes. Ara, només s'hi ha trobat un fragment d'aquesta pedra (descobert per H. Carter el 1892), però sembla ser una pedra Benben per unes escenes del temple trobades en tombes properes.
També entre Gem-pa-Aton i el santuari del Gran Temple hi havia un gran edifici quadrat en què se sacrificaven animals per a les ofrenes de carn, però l'excavació de l'àrea és difícil per la presència del cementeri modern d'Et-Till.(4)
La segona estructura principal del Gran Temple era el santuari de l'est, que pot haver-se inspirat en els Temples del Sol de la Dinastia V d'Abu Ghuroub (c. 2400 abans de la nostra era).(1) El santuari començava amb un piló que conduïa a un pati obert, al costat sud del qual hi havia tres cases segurament destinades als sacerdots de guàrdia.(4) Un segon piló conduïa a una calçada que travessava dues grans columnates amb estàtues colossals d'Akhenaton a cada costat amb la corona vermella i la blanca. La calçada continuava fins a un pati final que tenia un altar major envoltat de taules d'ofrenes. Aquest altar principal devia destinar-se a la família reial. Darrere del santuari hi havia altres estances, i una gran sala que albergava el santuari original de la cerimònia de dedicació, però a aquestes habitacions sol es podia accedir des de fora del santuari.
A l'extrem nord-est de la paret del recinte hi havia un altar anomenat Saló de Tributs Estrangers. Era un gran altar encastat i hi farien ofrenes de terres estrangeres.(1)

## Adoració
El culte a Aton se celebrava diàriament i era molt senzill. Tot i hi haver-hi altres sacerdots, Akhenaton actuava com el seu propi Summe Sacerdot i s'assignà rols especials a les dones reials.(1) Com no hi havia una estàtua de culte, els actes tradicionals d'alçar i rentar el déu no es feien i l'adoració consistia a cantar himnes i oferir ofrenes a Aton. Alguns himnes contaven històries, com un que atribuïa a Aton la creació de l'espècie humana i reconeixia que les persones foren creades de manera diferent, per a parlar diferents llengües i tenir pells de colors variats, mentre que altres himnes simplement expressaven adoració i gratitud a Aton. Les ofrenes consistien en menges, begudes, flors i perfum i solien acompanyar-se d'encens cremat i libacions. Per a consagrar les ofrenes, s'utilitzava un bastó especial anomenat ḫrp per a tocar les ofrenes.
Cada dia, la família reial anava al temple en carros després de recórrer el camí reial, i n'entrava al recinte per presentar ofrenes al Gem-pa-Aton.(4) Després, el rei i la reina consagraven les ofrenes amb el ḫrp mentre les seues filles tocaven el sistre. Després, la família passava pels pilons del Gem-pa-Aton i pujava els graons de l'altar major on hi havia ofrenes de carn, ocells, verdures i flors ja disposades i coronades amb tres cassoles d'encens. Mentre el rei i la reina oficiaven, els sacerdots col·locaven ofrenes en molts altres altars per al públic mentre es tocava música. Les princeses continuaven tocant el sistre mentre quatre cantants masculins cantaven himnes a Aton dins de la cort de Gem-pa-Aton. Fora del Gemma-Aton hi havia dones músiques que actuaven juntament amb el cor del temple, format per cantants cecs i un arpista cec. Aquests músics tocaven a intervals al llarg del dia i mai se'ls permetia anar més enllà del pati exterior.

## Excavació i exploració
Flinders Petrie fou la primera persona que excavà el temple, i el seu assistent, Howard Carter, examinà l'àrea del santuari. Tanmateix, fou John Pendlebury qui va traçar un mapa complet d'aquesta àrea durant les seues excavacions del 1935. El projecte Prospecció d'Amarna de la EES va reexcavar el jaciment i corregí alguns errors del plànol.
Sarah Parcak, de la Universitat d'Alabama de Birmingham, explicava que "segons les monedes i la ceràmica que hi hem trobat, sembla ser un centre regional rellevant que comerciava amb Grècia, Turquia i Líbia".
Això era part d'un projecte més ampli que pretenia documentar la major quantitat possible de jaciments arqueològics de l'antic Egipte, o "indicis", abans que foren destruïts o coberts per construccions modernes.
Tot i que Akhenaton tenia més temples dedicats a Aton, el Gran Temple d'Aton era el més important. Durant el regnat de la Dinastia XVIII d'Akhenaton, la nova ciutat d'Akhetaton es va construir totalment nova per establir-hi el culte regular d'Aton. Poc després de la mort del faraó, però, tot es va ensorrar quan els següents reis destruïren el temple i la ciutat per tal de tornar a la religió tradicional. Es conserven, però, prou restes del Gran Temple d'Aton per a poder tenir una idea de com degué ser l'adoració a Aton per als habitants de la ciutat d'Akhetaton.

## Galeria d'imatges

### Fragments escultòrics del temple

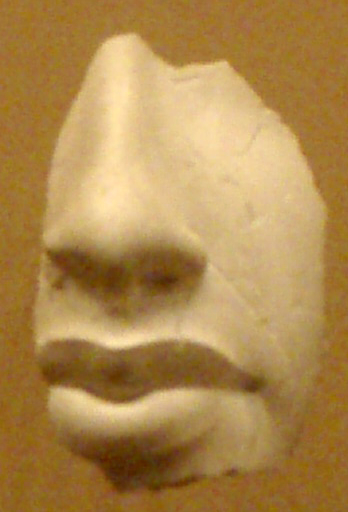
Un rostre fragmentari, probablement d'Akhenaton
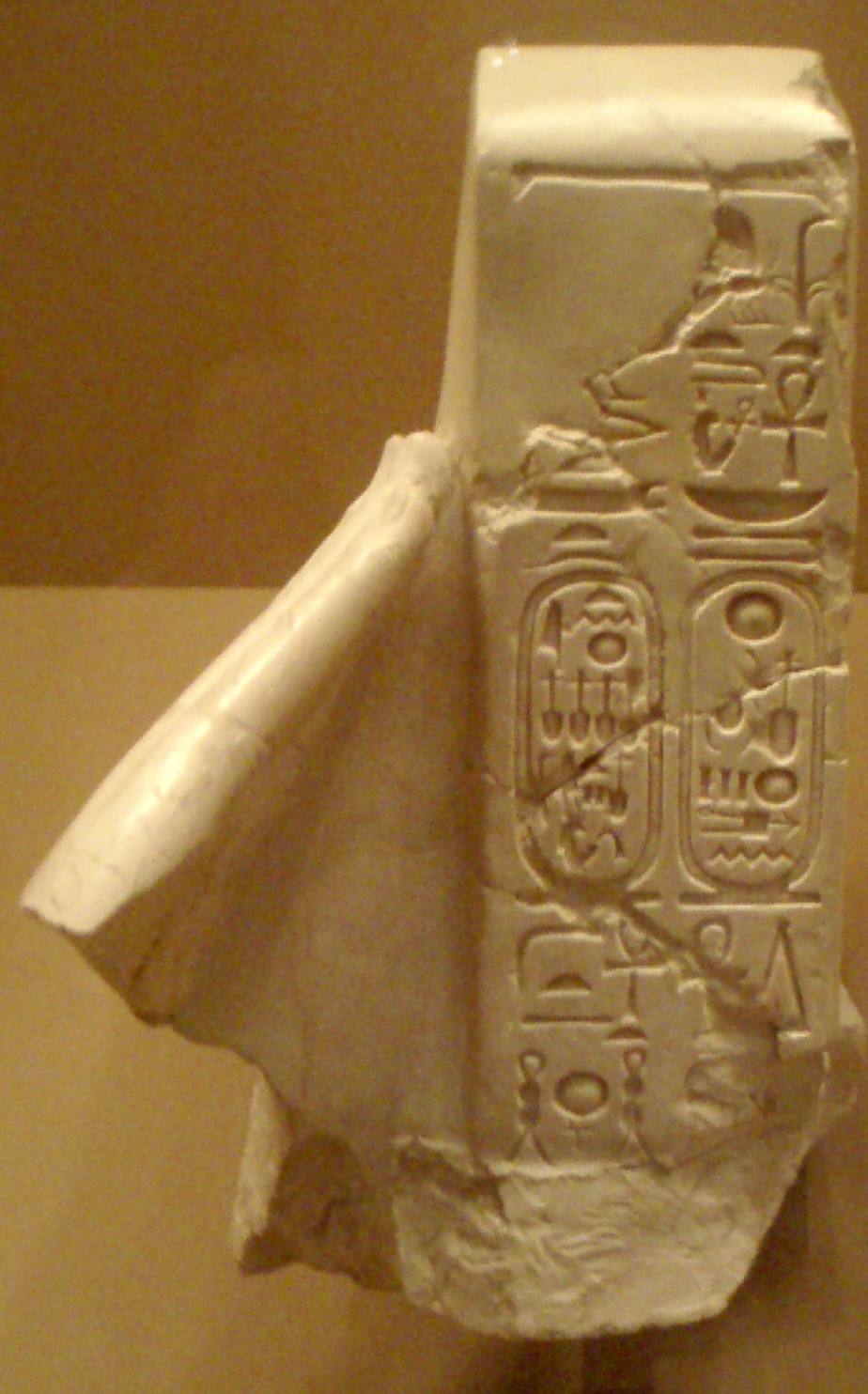
Mans fragmentades que ofereixen cartutxos d'Aton
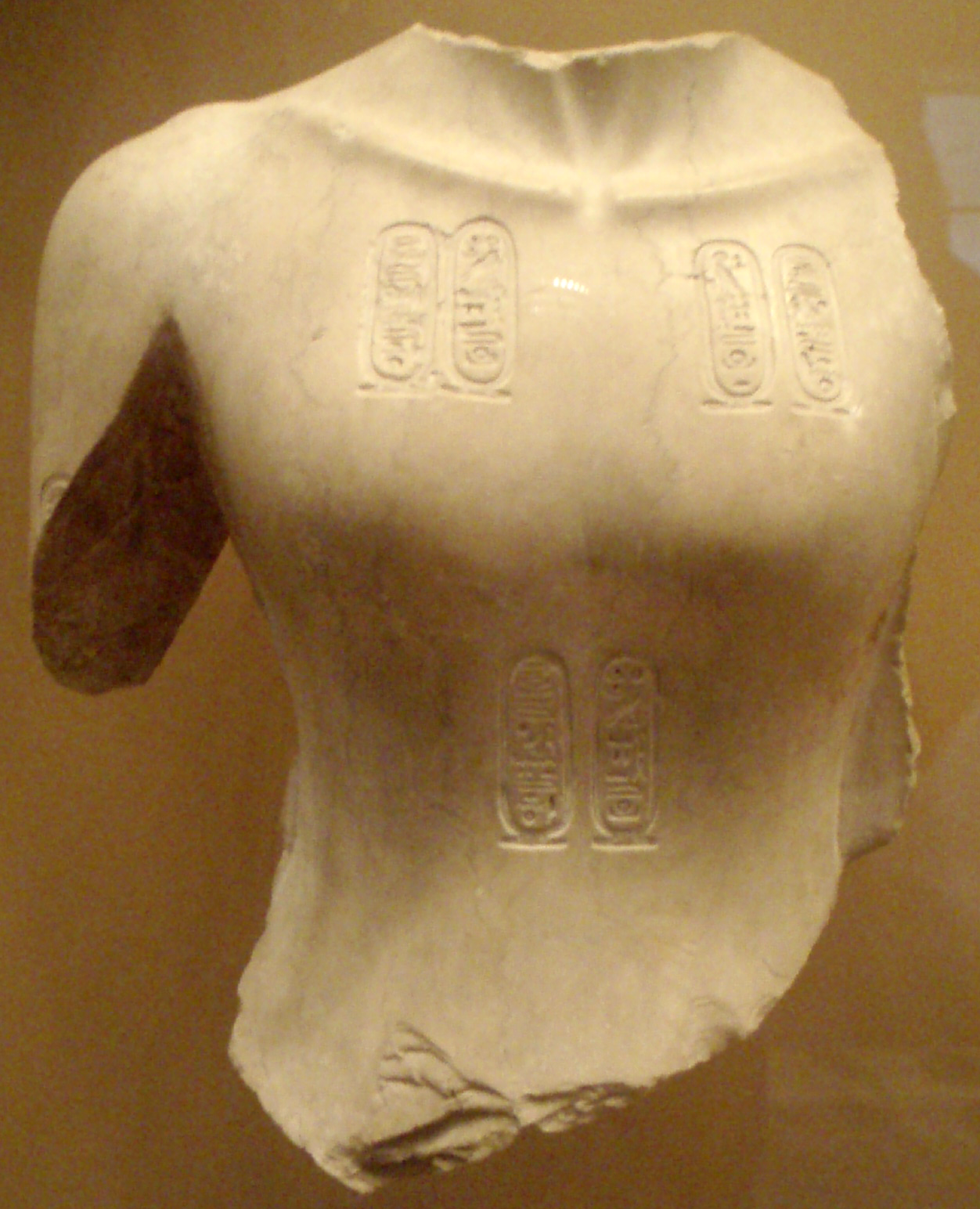
Una estàtua fragmentària d'Akhenaton
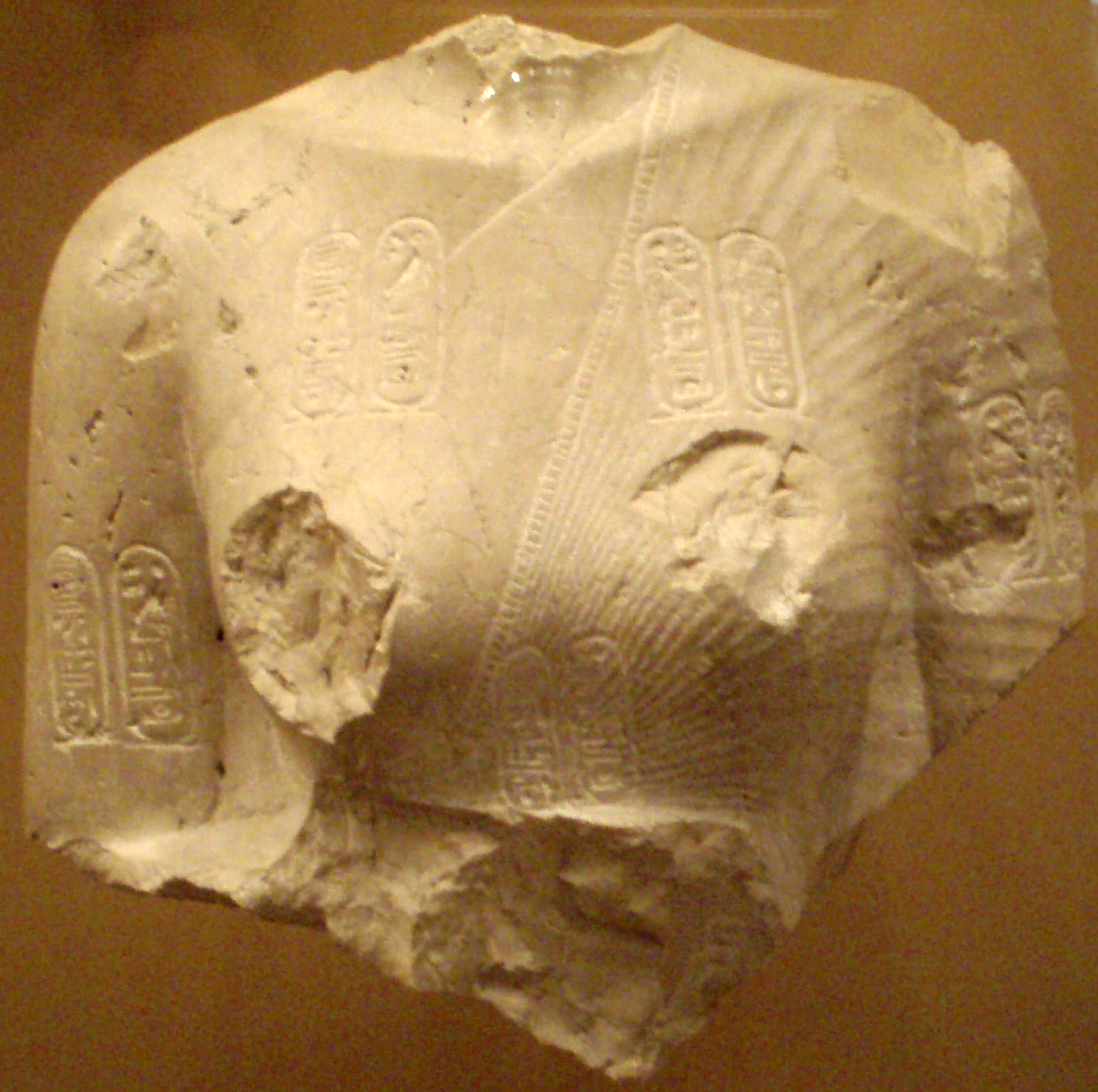
Un tors fragmentari de Nefertiti
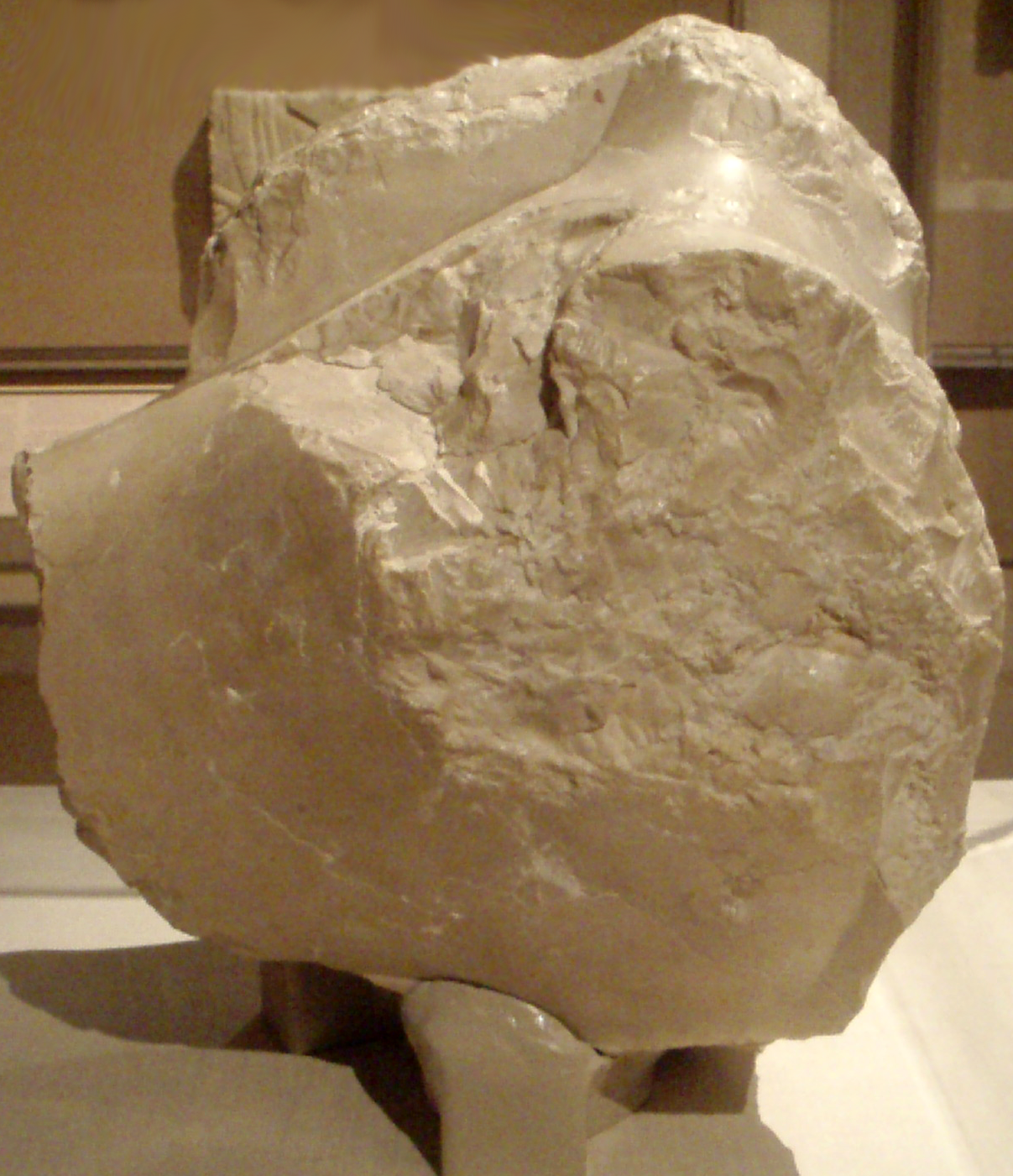
Fragment de tors d'una estàtua prostrada, que deu provenir del Gran Temple d'Aton